# なめこのCD
『なめこのCD』（なめこのシーディー）は、おさわり探偵 なめこ栽培キットのコンピレーション・アルバム。

## 内容
世界中で1200万ダウンロードを突破したアプリ「おさわり探偵 なめこ栽培キット」が公式コンピレーションCD化したもの。福原遥が歌っている「なめこのうた」はテレビ朝日系「musicるTV」7月度エンディングテーマで、プロモーションビデオがNEFT FILMにより制作されている。福原にとっては自身が出演している「クッキンアイドル アイ!マイ!まいん!」以外のタイアップが起用されるのはこの曲で初となる。
2013年12月18日には第2弾となる『なめこのCD2』がリリースされた。初回限定盤には福原遥が歌う「なめこのうた クリスマス ver.」を収録したCDが同梱されている。本作参加アーティストの一人であるスギちゃんにとっては、これが歌手デビュー作品となった。

## 収録曲

### なめこのCD
1. intro
2. なめこのうた / 福原遥
3. sweet na mecco ～なめ子の小さな恋物語～ / 土岐麻子
モチーフは「なめ子」。「なめこ先輩」に対する片想いを歌ったラブソング。
4. 僕とヴィーナス / 石井萌々果
モチーフは「ヴィーナスなめこ」。
5. おさわり探偵のジョシュ / 蛇足
モチーフは「おさわり探偵小沢里奈」に登場する助手のなめこ。
6. 恋の湿度100パーセント / タルトタタン（相対性理論）
7. ジメニョキ・ブラザーズ / SEXY-SYNTHESIZER（作詞/作曲 谷内翔太、編曲 SEXY-SYNTHESIZER）
モチーフは「双子なめこ」「三つ子なめこ」「群生なめこ」の3体。
8. lovin' angels / 八王子P feat twill
モチーフは「恋の天使なめこ」。
9. No.20 / ナイトメア柩
モチーフは「マサル」。No20は初代栽培キットにおけるマサルのナンバーである。
10. なめこんぷりけ / ヒャダイン（前山田健一）
11. アロハコメナ / Annabel
12. んふんふんふんふ / 自身さんと一緒
元々は動画サイトにアップロードされた二次創作楽曲。

### なめこのCD2
1. ぴょんぴょんぴょん / 福原遥
モチーフは「白ウサギなめこ」。
2. いとしのせんぱい / YUKA from moumoon
モチーフは「なめこ先輩」。
3. なめこのうた （地獄のなめこのうた） / デーモン閣下
「なめこのうた」のヘビィメタルバージョン。
4. みんな王様 / 奥華子
モチーフは「ナメハメハ大王」。
5. んふんふ音頭 / ジェロ
6. GOLDY PYRAMID / スギちゃん
モチーフは「黄金なめこ」。
7. んふっとメリークリスマス！ / THE ポッシボー
8. 星になりたい / YMCK
モチーフは「星なめこ」。
9. あやかし百菌夜行 / 黒崎眞弥（己龍）
モチーフは「あやかし原木」。
10. 幸せのんふふ / アヤ with かせきさいだぁ
モチーフは「ブライダルなめこ」。
11. Bon appétit -めしあがれ♪- / 野水伊織
モチーフは「パティシエなめこ」。
12. Soup is Like a Lake / YeYe
13. エリーに首ったけ / ぼすとんず
OVA「なめこ家の一族」エンディングテーマ。モチーフは「エリンギ」。